# 畢烜
畢烜（1510年—？年），字彥晦，號粵溪，江西吉水縣人，廣東廣州府番禺縣軍籍，明朝政治人物。

## 家族
嘉靖十一年（1532年）壬辰科進士。授户部主事。

## 生平
曾祖畢篇，祖畢熙，父畢樞，母駱氏。